# Rawicz
Rawicz (německy Rawitsch) je město v Polsku ve Velkopolském vojvodství v okrese Rawicz. Nachází se v Jihovelkopolské nížině 60 km severně od Vratislavi, rozlohu má 7,81 km². V roce 2024 zde žilo 19 549 obyvatel.

## Historie
Město založil v roce 1638 Adam Olbracht Przyjemski. Od 17. století bylo střediskem textilního průmyslu. V roce 1815 zabralo Rawicz Prusko a k Polsku se vrátil po Velkopolském povstání v roce 1920. Významnými památkami jsou radnice a novogotický kostel Krista Krále. Nachází se zde jedna z největších polských věznic, která byla zřízena roku 1819 ve zrušeném minoritském klášteře.
Rawicz leží na křižovatce silnic DK5 a DK36. Převládá zde strojírenský, dřevozpracující a potravinářský průmysl (největší koňská jatka v Polsku). Sarnowa, která je od roku 1973 součástí města, je známá díky továrně Polmech. V blízkosti města byla objevena vydatná ložiska zemního plynu.
Do roku 1998 město náleželo k Lešenskému vojvodství.

## Osobnosti
- Anita Włodarczyková (* 1985)  – olympijská vítězka v hodu kladivem